# レイ・シェファー
レイ・シェファー（1983年12月20日）は、アメリカ合衆国アラスカ州ワシラ出身のプロバスケットボール選手である。ポジションはC（センター）。

## 来歴
オレゴン大学卒。
2008年、bjリーグの滋賀レイクスターズに入団。
シーズン終了後に契約満了で退団。
その後、カングレヘロス・デ・カルタヘナ（コロンビア）に所属。
2010年1月、滋賀レイクスターズに再入団。
シーズン終了後に契約満了で退団。
2010年11月、滋賀レイクスターズに再々入団。